# Louviers (Colorado)
Louviers statisztikai település az USA Colorado államában, Douglas megyében. Lakosainak száma 293 fő (2020. április 1.).

## Népesség
A település népességének változása:

| 2010 | 269 |
| 2020 | 293 |